# Liste des albums musicaux numéro un au Billboard 200 en 2017
Cette page présente les albums musicaux numéro 1 chaque semaine en 2017 au Billboard 200, le classement officiel des ventes d'albums aux États-Unis établi par le magazine Billboard. Les cinq meilleures ventes annuelles sont également listées.

## Classement hebdomadaire
| Date         | Artiste(s)       | Titre | Référence |
| ------------ | ---------------- | --- | --------- |
| 7 janvier    | Pentatonix       | A Pentatonix Christmas                                                                                           |           |
| 14 janvier   | Pentatonix       | A Pentatonix Christmas                                                                                           |           |
| 21 janvier   | The Weeknd       | Starboy |           |
| 28 janvier   | The Weeknd       | Starboy |           |
| 4 février    | The Weeknd       | Starboy |           |
| 11 février   | The Weeknd       | Starboy |           |
| 18 février   | Migos            | Culture |           |
| 25 février   | Big Sean         | I Decided |           |
| 4 mars       | Divers artistes  | Fifty Shades Darker: Original Motion Picture Soundtrack (Bande originale du film Cinquante Nuances plus sombres) |           |
| 11 mars      | Future           | Future |           |
| 18 mars      | Future           | Hndrxx |           |
| 25 mars      | Ed Sheeran       | ÷ |           |
| 1er avril    | Ed Sheeran       | ÷ |           |
| 8 avril      | Drake            | More Life |           |
| 15 avril     | Drake            | More Life |           |
| 22 avril     | Drake            | More Life |           |
| 29 avril     | The Chainsmokers | Memories...Do Not Open                                                                                           |           |
| 6 mai        | Kendrick Lamar   | Damn. |           |
| 13 mai       | Kendrick Lamar   | Damn. |           |
| 20 mai       | Kendrick Lamar   | Damn. |           |
| 27 mai       | Logic            | Everybody |           |
| 3 juin       | Harry Styles     | Harry Styles |           |
| 10 juin      | Linkin Park      | One More Light                                                                                                   |           |
| 17 juin      | Bryson Tiller    | True to Self |           |
| 24 juin      | Halsey           | Hopeless Fountain Kingdom                                                                                        |           |
| 1er juillet  | Katy Perry       | Witness |           |
| 8 juillet    | Lorde            | Melodrama |           |
| 15 juillet   | DJ Khaled        | Grateful |           |
| 22 juillet   | DJ Khaled        | Grateful |           |
| 29 juillet   | Jay-Z            | 4:44 |           |
| 5 août       | Jay-Z            | 4:44 |           |
| 12 août      | Lana Del Rey     | Lust for Life |           |
| 19 août      | Arcade Fire      | Everything Now                                                                                                   |           |
| 26 août      | Kendrick Lamar   | Damn. |           |
| 2 septembre  | Kesha            | Rainbow |           |
| 9 septembre  | Brand New        | Science Fiction                                                                                                  |           |
| 16 septembre | Lil Uzi Vert     | Luv Is Rage 2 |           |
| 23 septembre | LCD Soundsystem  | American Dream                                                                                                   |           |
| 30 septembre | Thomas Rhett     | Life Changes |           |
| 7 octobre    | Foo Fighters     | Concrete and Gold                                                                                                |           |
| 14 octobre   | The Killers      | Wonderful Wonderful                                                                                              |           |
| 21 octobre   | Shania Twain     | Now |           |
| 28 octobre   | NF               | Perception |           |
| 4 novembre   | Pink             | Beautiful Trauma                                                                                                 |           |
| 11 novembre  | Niall Horan      | Flicker |           |
| 18 novembre  | Kenny Chesney    | Live in No Shoes Nation                                                                                          |           |
| 25 novembre  | Sam Smith        | The Thrill of It All                                                                                             |           |
| 2 décembre   | Taylor Swift     | Reputation |           |
| 9 décembre   | Taylor Swift     | Reputation |           |
| 16 décembre  | Taylor Swift     | Reputation |           |
| 23 décembre  | U2               | Songs of Experience                                                                                              |           |
| 30 décembre  | Luke Bryan       | What Makes You Country                                                                                           |           |

## Classement annuel
Les 5 meilleures ventes d'albums de l'année aux États-Unis selon Billboard :
1. Kendrick Lamar - Damn.
2. Bruno Mars - 24K Magic
3. The Weeknd - Starboy
4. Ed Sheeran - ÷
5. Drake - More Life